# Thạnh Mỹ, Tân Phước
Thạnh Mỹ là một xã thuộc huyện Tân Phước, tỉnh Tiền Giang, Việt Nam.

## Địa lý
Địa giới hành chính xã Thạnh Mỹ:
- phía Đông giáp xã Tân Hòa Đông
- phía Tây giáp xã Thạnh Tân
- phía Nam giáp thị trấn Mỹ Phước
- phía Bắc giáp xã Thạnh An, huyện Thạnh Hóa, tỉnh Long An.

Xã Thạnh Mỹ có diện tích 28,32 km², dân số năm 2013 là 2.134 người, mật độ dân số đạt 75 người/km².

## Hành chính
Xã Thạnh Mỹ được chia thành 4 ấp: Mỹ Thuận, Mỹ Hoà, Mỹ Lộc, Mỹ Thiện.

## Lịch sử
Nghị định 68-CP ngày 11 tháng 7 năm 1994 về việc thành lập xã Thạnh Mỹ thuộc huyện Tân Phước thuộc tỉnh Tiền Giang.

## Ảnh

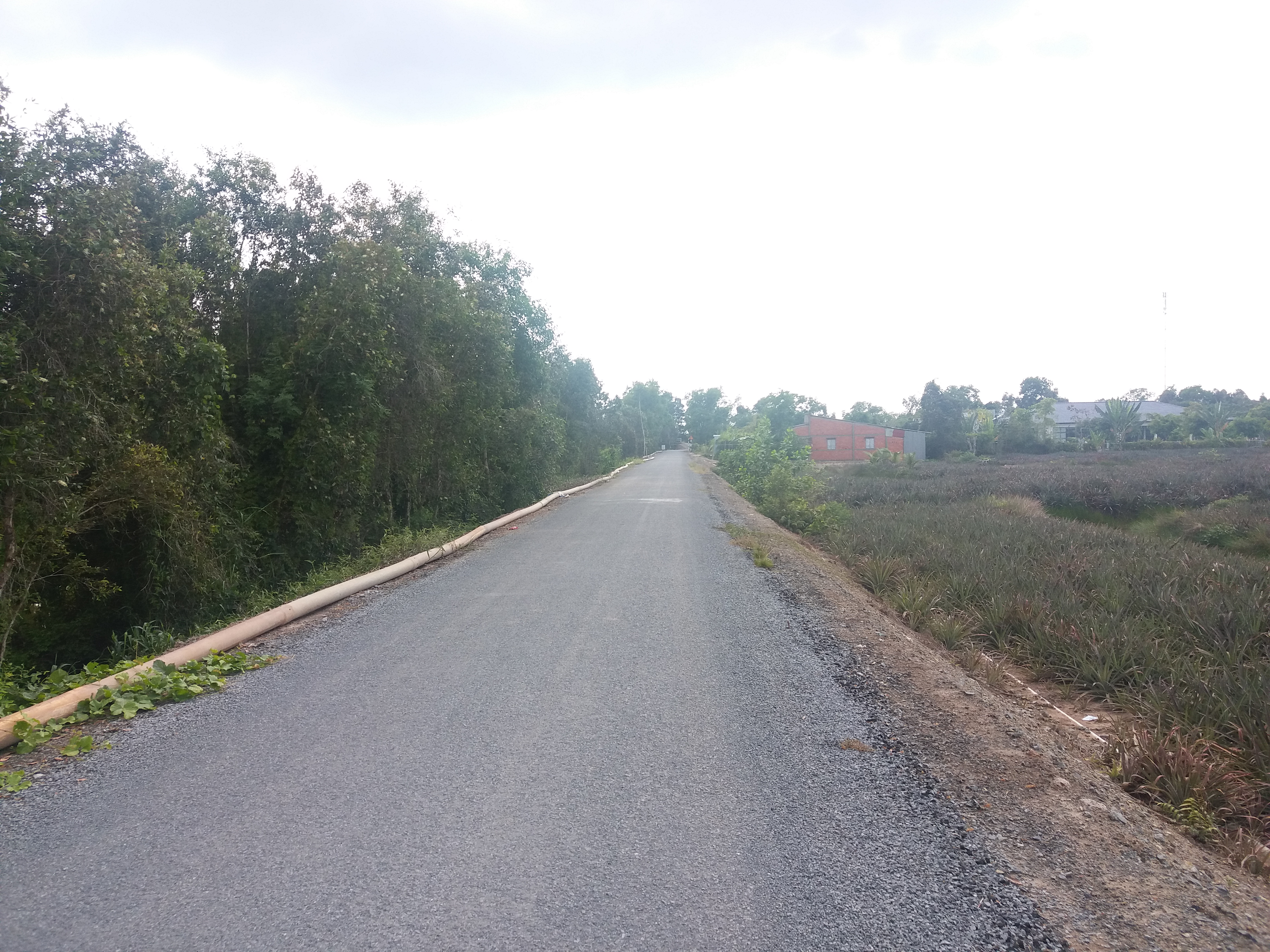
Đường nông thôn xã Thạnh Mỹ.